# Baške Oštarije
Baške Oštarije – wieś w Chorwacji, w żupanii licko-seńskiej, w gminie Karlobag. W 2011 roku liczyła 27 mieszkańców.

## Opis
Nazwa Oštarije jest romańskiego pochodzenia. Środkiem miejscowości jest hotel Velebno, który po swoich uszkodzeniach przez serbski ostrzał granatowy podczas wojny (1991-1995) został wyremontowany jako hotel czterogwiazdkowy i sanktuarium Nawiedzenia św. Elżbiety, które zostało odrestaurowane z datków austriackich wiernych. Na zachód od wsi Baške Oštarije, na przełęczy Oštarijska vrata, znajduje się kamienna kostka (sześcian), pomnik z 1847, który został tu wzniesiony  z okazji wykończenia tej ważnej drogi przez Welebit. Do reorganizacji terytorialnej w Chorwacji wieś znajdowała się w składzie gminy Gospić.
Niedaleko od miejscowości znajdują się górskie przełęcze Oštarijska vrata (928 m) i Baške Oštarije (955 m), ostatnia z nich, na drodze Gospić–Karlobag, jest też granicą między Welebitem Środkowym i Południowym.